# Absolutorium

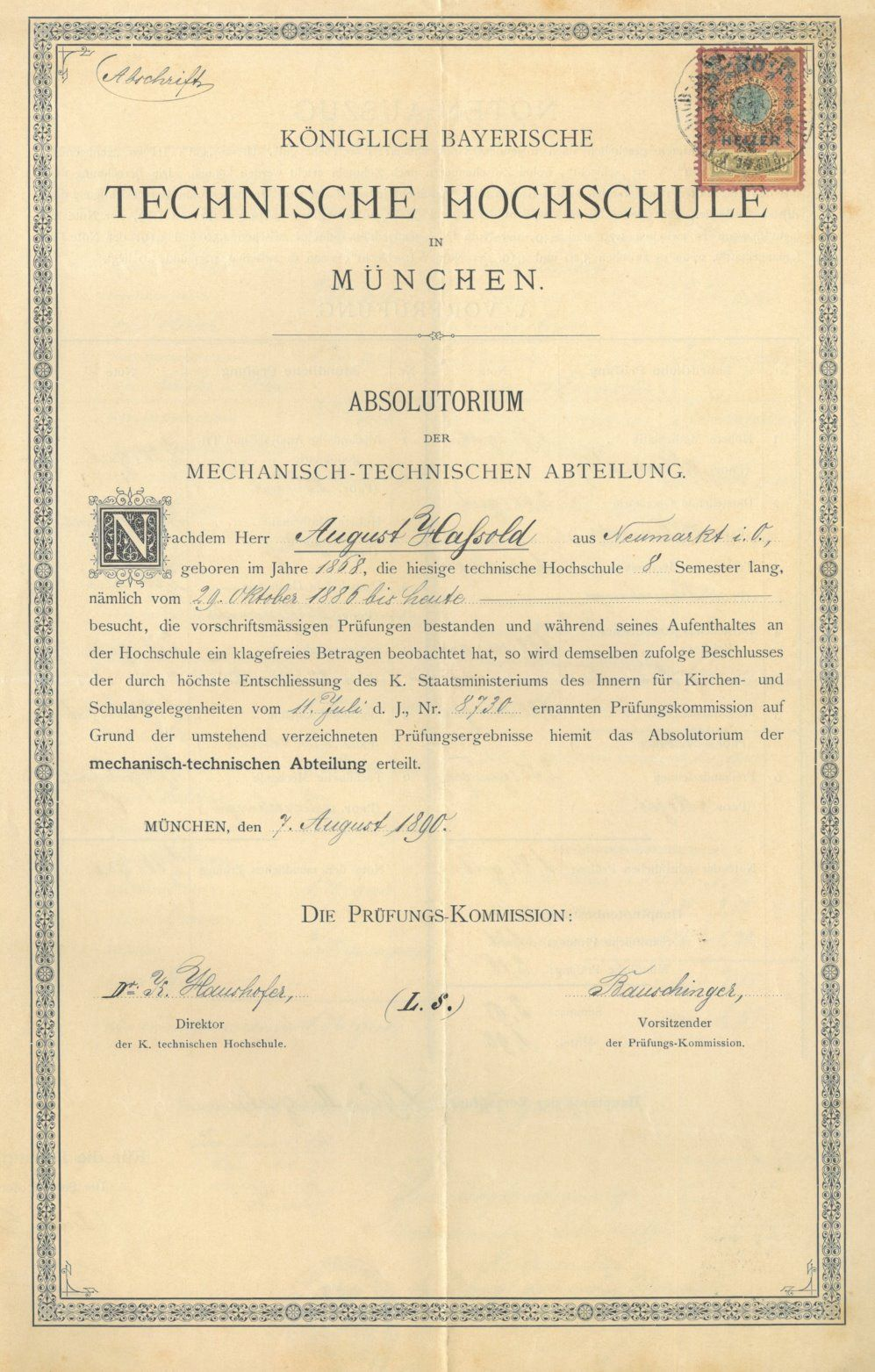
Absolutorium aus dem Jahr 1890 – Technische Hochschule München

Als Absolutorium (mitunter auch: Absolutōrium; lateinisch) wurden im deutschen Sprachraum offiziell anerkannte Abschlusszeugnisse des Gymnasiums (Reifezeugnis, Gymnasial-Absolutorium oder Maturitätszeugnis, heute: Abitur) und der Hochschule (Universitäts-Absolutorium, heute z. B.: Staatsexamen) bezeichnet. Sie wurden am Ende eines Ausbildungsganges nach einer Prüfung erteilt und waren die Voraussetzung zur Zulassung zum Studium (auch zum einjährig-freiwilligen Dienst bei Heer und Flotte) bzw. zur Berufsausübung/Titelführung. An den Technische Hochschulen war das Absolutorium der Vorläufer des Diplom-Ingenieurs.
In Österreich  sowie einigen Ländern (z. B. Polen, Tschechische Republik) wird der Begriff auch heute noch in der Hochschulausbildung verwendet. In Polen bezeichnet der Begriff auch die Entlastung von juristischen Einzel- oder Kollegialorganen.